# Peggy Mount
Margaret Rose Mount, detta Peggy (Southend-on-Sea, 2 maggio 1915 – Northwood, 13 novembre 2001), è stata un'attrice inglese.

## Biografia
Il suo amore per la recitazione era cominciato con una piccola compagnia teatrale della cappella che frequentava nell'Essex. Come primo lavoro faceva la segretaria e contemporaneamente prendeva lezioni di recitazione nel tempo libero. Recitò nel suo primo ruolo nella commedia Hindle Wakes prima di unirsi agli Harry Hanson Court Players per tre anni, per poi lavorare in teatro a Colchester, Preston, Dundee, Wolverhampton e Liverpool.
Raggiunse la fama nel teatro del West End interpretando Emma Hornett in Sailor Beware nel 1955. Tuttavia, Peggy Mount è meglio conosciuta per le numerose situation comedy a cui ha partecipato. Nel 1958 approdò al suo primo ruolo televisivo ufficiale in The Larkins, una sitcom della Independent Television con David Kossoff. Partecipò poi alla serie Winning Widows nel 1961-1962, in cui lei e Avice Landon interpretavano due vedove. Seguì nel 1966-1968 George and the Dragon, interpretata con Sid James  e John Le Mesurier. Dal 1971 al 1972 recitò in Lollipop Loves Mr Mole con Hugh Lloyd e Pat Coombs. Tra il 1977 e il 1981 ha poi recitato nella produzione della Yorkshire Television Si è giovani solo due volte, nel ruolo della schietta Flora Petty, con Pat Coombs.
Tra i film si segnalano La verità... quasi nuda (The Naked Truth), film britannico del 1957 diretto da Mario Zampi, e Ladies Who Do, con Harry H Corbett, Jon Pertwee e Robert Morley, del 1963. Ha anche interpretato Mrs Bumble nel musical del 1968 Oliver!.
Fu decorata con un Ordine dell'Impero Britannico nel 1995. Non si sposò mai e non ebbe figli. Nei suoi ultimi anni perse la vista ed ebbe una serie di infarti che la costrinsero al ritiro. Morì a Denville Hall, casa di riposo per attori a nord di Londra.

## Filmografia

### Cinema
- The Embezzler, regia di John Gilling (1954)
- Dry Rot, regia di Maurice Elvey (1956)
- Sailor Beware!, regia di Gordon Parry (1956)
- La verità... quasi nuda (The Naked Truth), regia di Mario Zampi (1957)
- Inn for Trouble, regia di C.M. Pennington-Richards (1960)
- One Way Pendulum, regia di Peter Yates (1964)
- Finders Keepers, regia di Sidney Hayers (1966)
- Hotel Paradiso, regia di Peter Glenville (1966)
- Oliver!, regia di Carol Reed (1968)
- The Princess and the Goblin, regia di József Gémes, film d'animazione, solo voce (1991)

### Televisione
- The Cabin in the Clearing – serie TV, 1 episodio (1954)
- The Larkins – serie TV, 1 episodio (1958-1964)
- ITV Play of the Week – serie TV, 2 episodi (1958-1973)
- The Adventures of Mr. Pastry, regia di Ralph Smart – film TV (1958)
- Winning Widows – serie TV, 1 episodio (1961-1962)
- Ladies Who Do, regia di C.M. Pennington-Richards (1963)
- Comedy Playhouse – serie TV, 1 episodio (1965)
- George and the Dragon – serie TV, 26 episodi (1966-1968)
- The Harry Secombe Show – serie TV, 1 episodio (1968)
- The Frankie Howerd Show – serie TV, 1 episodio (1969)
- John Browne's Body – serie TV, 7 episodi (1969)
- Lollipop Loves Mr Mole – serie TV, 13 episodi (1971-1972)
- Once Upon a Time – serie TV, 1 episodio (1973)
- The Chiffy Kids – serie TV, 1 episodio (1976)
- Si è giovani solo due volte (You're Only Young Twice) – serie TV, 31 episodi (1977-1981)
- BBC2 Play of the Week – serie TV, 1 episodio (1978)
- Doctor Who – serie TV, 2 episodi (1988-1989)
- The Ray Bradbury Theater – serie TV, 1 episodio (1988)
- All Change – serie TV, 1 episodio (1990)
- T-Bag's Christmas Turkey, regia di Glyn Edwards – film TV (1991)
- Casualty – serie TV, 1 episodio (1991)
- Ispettore Morse (Inspector Morse) – serie TV, 1 episodio (1991)
- Virtual Murder – serie TV, 1 episodio (1992)
- The Tomorrow People – serie TV, 1 episodio 1994)